# メジャーリーグベースボールとナショナルフットボールリーグの両方の試合に出場した選手の一覧
メジャーリーグベースボールとナショナルフットボールリーグの両方の試合に出場した選手の一覧（メジャーリーグベースボールとナショナルフットボールリーグのりょうほうのしあいにしゅつじょうしたせんしゅのいちらん）は、北米4大プロスポーツリーグのうちの2つ、野球のトップリーグであるメジャーリーグベースボール（MLB）とアメリカンフットボールのトップリーグであるナショナルフットボールリーグ（NFL）の両方の試合に出場した選手の一覧である。67人がこの偉業を達成した。

## 概要
ナショナルフットボールリーグ（NFL）が創設された1920年以来、67人がメジャーリーグベースボール（MLB）とNFLの両方で選手として試合に出場している。
NFL創設初年にプレーした選手の1人、ジム・ソープはインディアンの血を引き、1912年にストックホルムオリンピックの五種競技と十種競技で金メダルを獲得し、バスケットボールでもプロ入りを果たした。MLBでは1913年から1919年までプレーし、NFLでは1920年から1928年までプレーした。1963年にプロフットボール殿堂の殿堂表彰を受けた。
ボー・ジャクソンはMLBとNFLの兼業プレイヤーとして最も有名。オーバーン大学時代には野球で打率.400以上を残し、陸上競技の100メートル競走で10秒13を記録しただけで無く、大学アメリカンフットボールで最高の栄誉であるハイズマン賞を受賞している。1986年にNFLドラフトでタンパベイ・バッカニアーズから全米1位指名されて入団は決定的と見られていたが、同年のMLBドラフトでカンザスシティ・ロイヤルズから4巡目指名を受け、ロイヤルズに入団した。翌1987年のNFLドラフトで今度はロサンゼルス・レイダースから7巡目指名を受けて契約。本人は「メジャーリーグが本業、フットボールは趣味」としていた。両方のプロスポーツ界で一躍スター選手になり、1989年のMLBオールスターゲームで1回裏にいきなりオールスター史上5人目となる特大の初回先頭打者本塁打を放ち、見事最優秀選手に輝いている。NFLを代表するランニングバックとして1991年のプロボウルにも出場。2013年時点でも「MLBオールスターゲームとプロボウルの両方に出場した唯一の選手」である。両方のスポーツで常人離れした動きを見せ、ナイキの宣伝に「ボーはどんなスポーツでも知っている」というキャッチフレーズで使用された"Bo Knows（ボーは知っている）"は当時流行語にまでなった。1991年1月13日にNFLのプレーオフで試合中に大腿骨骨頭壊死という重傷を負い、懸命にリハビリに励んだが、故障が悪化したためにNFLを断念。2度の手術を経て1993年にMLB2球団目のシカゴ・ホワイトソックスで85試合の出場で16本塁打を放ち、奇跡的にカムバックしたが、翌1994年シーズン限りでMLBも引退した。
スポーツ史に残る有名なMLBとNFLの兼業プレイヤーとしてもう1人、ディオン・サンダースがいる。フロリダ州立大学時代に大学アメリカンフットボールで全米最優秀ディフェンダーに贈られるジム・ソープ賞を受賞。野球でも俊足の外野手として活躍しており、1988年にMLBドラフトでニューヨーク・ヤンキースから30巡目指名を受けて入団した。翌1989年のNFLドラフトでアトランタ・ファルコンズから全米5位指名を受けて入団し、二足のわらじを履いた。同年9月に「プロスポーツ史上初めて同じ週にMLBで本塁打を放ち、NFLではタッチダウンを決める」という離れ業を達成している。ヤンキースを1990年に解雇されたが、1991年にファルコンズと同じアトランタ市内にある、アトランタ・ブレーブスと契約を結んだ。1992年にナショナルリーグ最多の14三塁打を放ち、同年のワールドシリーズでも4試合に出場して15打数8安打と活躍した。一方、NFLでも1994年にサンフランシスコ・フォーティナイナーズ、1995年にダラス・カウボーイズへ移籍して両チームでそれぞれ第28回スーパーボウル・第29回スーパーボウルに出場。2013年時点でも「ワールドシリーズとスーパーボウルの両方に出場した唯一の選手」である。1992年10月11日にはファルコンズの試合（対マイアミ・ドルフィンズ戦）に出場した後、ヘリコプターで移動してピッツバーグ・パイレーツとのリーグチャンピオンシップシリーズに出場する「同じ日に2つのプロスポーツリーグでプレーした最初の選手」も狙ったが、野球の試合には起用されなかったために達成出来なかった。派手な言動でも人々を沸かせたが、トラブルも多く、それが主な原因となってMLB・NFL両方でチームを転々とすることにもなった。
MLBとNFLの両方の試合に選手として出場した人物のうち、2人（ボー・ジャクソン、ビック・ジャノウィッツ）がハイズマン賞を受賞し、7人（レッド・バドグロ、パディ・ドリスコル、ジョージ・ハラス、 アーニー・ネバーズ、エース・パーカー、ジム・ソープ、ディオン・サンダース）がプロフットボール殿堂入りを果たしている。しかし、アメリカ野球殿堂入りの選手はまだ1人も出ていない。

## 一覧から漏れた注目すべき人物
カル・ハバードは1927年から1936年までNFLで選手としてプレーした後、1936年から1951年までMLBの審判員を務め、プロフットボール殿堂とアメリカ野球殿堂の両方で殿堂表彰を受けている唯一の人物であるが、この一覧には含まれない。
グレイシー・ニールは1916年から1924年までMLBのシンシナティ・レッズでプレーし、NFL組織が確立される前の1918年にデイトン・トライアングルスでもプレー。1951年から1960年までフィラデルフィア・イーグルスのコーチを務め、大学フットボール殿堂とプロフットボール殿堂の両方で殿堂表彰を受けているが、NFLの公式試合には選手として1試合も出場していないので、この一覧には含まれない。
カーク・ギブソンはミシガン州立大学時代はアメリカンフットボールで、ワイドレシーバーとして全米大学チームに選出されるほどの活躍ぶりを見せていた。1978年のMLBドラフトでデトロイト・タイガースから1巡目指名、1979年のNFLドラフトでセントルイス・カージナルスから7巡目指名を受けた。意外にもMLBの道を選んだギブソンは1984年にタイガースで、1988年にロサンゼルス・ドジャースでワールドチャンピオンの原動力になった。しかし、それ以降も熱烈なラブコールが送られ続けたが、球団との契約書に「2つのプロスポーツでプレー出来ない」という項目があり、二足のわらじは実現しなかった。
カイラー・マレーは、オクラホマ大学で野球とアメリカンフットボールをプレーし、野球では2018年のMLBドラフトでMLBのオークランド・アスレチックスから1巡目全体9位で指名され契約。しかし、その直後のフットボールのシーズンでハイズマン賞を獲得する活躍を見せ、アスレチックスとの契約を破棄した上で2019年のNFLドラフトに挑み、NFLのアリゾナ・カージナルスから全体1位指名を受け、入団した。史上初となるMLBとNFLで1巡指名を受けた選手である。NFLの道に進んだためMLB選手としての経歴はないが、アスレチックスはマレーとの契約権利を保持している。

## 達成選手一覧

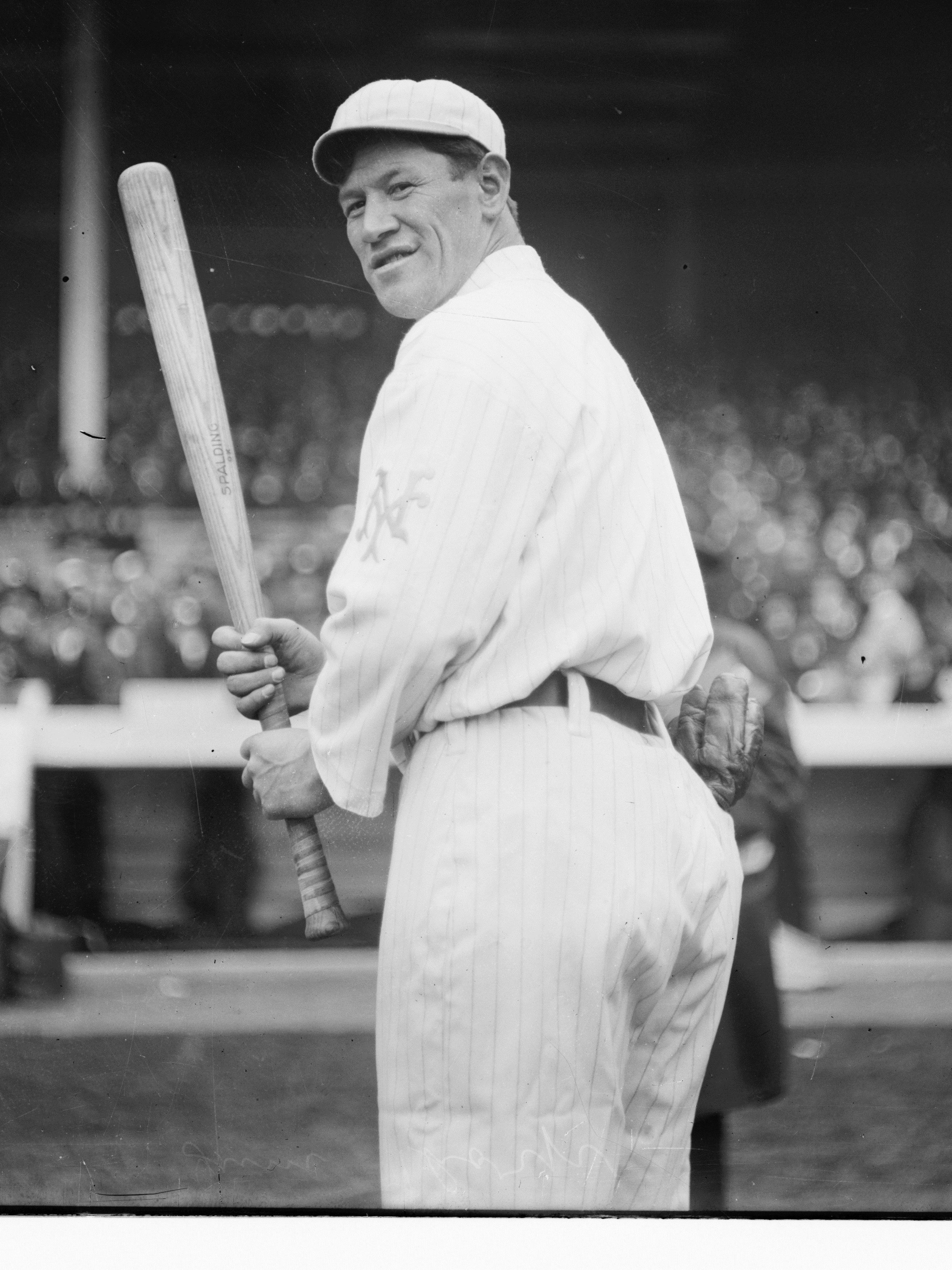
ジム・ソープは歴史上最も広範に成功を収めたマルチプレイヤーである（写真は1913年）

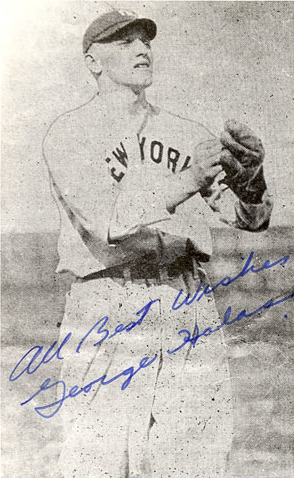
ジョージ・ハラスはシカゴ・ベアーズを創設する前にニューヨーク・ヤンキースで12試合出場した（写真は1919年）

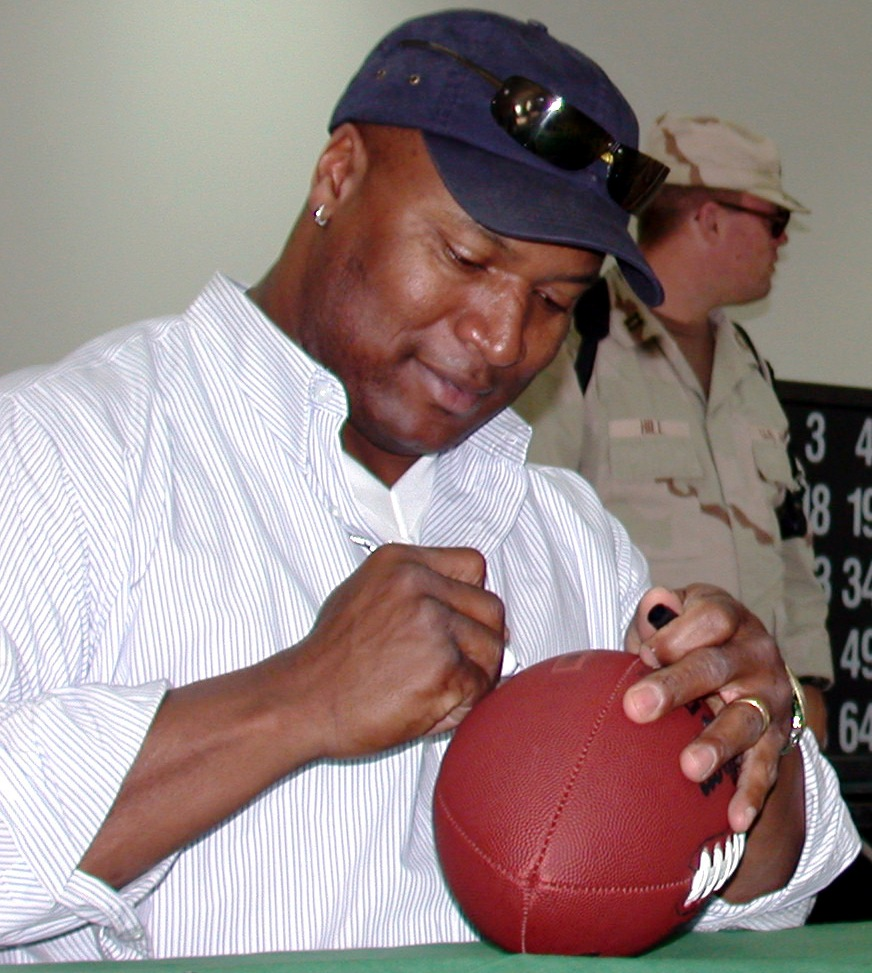
ボー・ジャクソンはMLBオールスターゲームとプロボウルの両方に出場した唯一の選手である（写真は2004年）

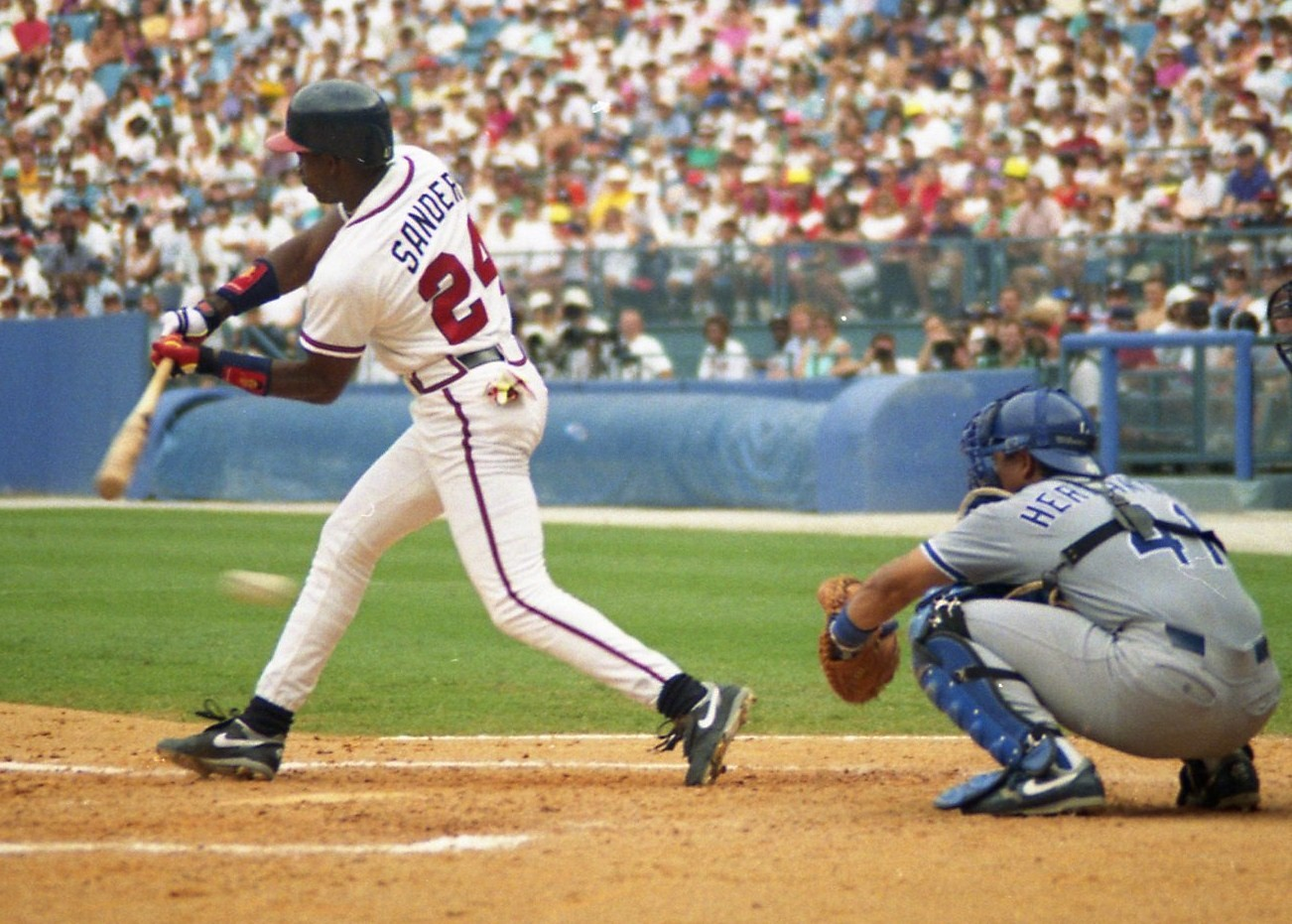
ディオン・サンダースはワールドシリーズとスーパーボウルの両方に出場した唯一の選手である（写真は1993年）

- 選手名はファーストネームの50音順ソート。
- 選手名に太字は兼業したシーズンがあることを示す。
- MLBオールスターゲーム選出経験のある選手はMLB所属期間に銀色表記。
- プロフットボール殿堂入りの選手はNFL所属期間に金色表記、プロボウル選出経験のある選手はNFL所属期間に銀色表記。
- MLBはシーズン154-162試合制、NFLはシーズン10-16試合制である。

| 選手名                       | MLB出場期間         | MLB出場試合数 | NFL出場期間        | NFL出場試合数 |
| ---------------------------- | ------------------- | ------------- | ------------------ | ------------- |
| ラルフ・キャプロン           | 1912-13年           | 3試合         | 1920年             | 1試合         |
| ジョージ・ブリックレー       | 1913年              | 5試合         | 1920-21年          | 7試合         |
| ジム・ソープ                 | 1913-15、17-19年    | 289試合       | 1920-26、28年      | 52試合        |
| ノーム・グロックソン         | 1914年              | 7試合         | 1922年             | 1試合         |
| ブルーノ・ハース             | 1915年              | 6試合         | 1921-22年          | 11試合        |
| ポール・デス・ジャーディーン | 1916年              | 1試合         | 1920、22年         | 9試合         |
| パディ・ドリスコル           | 1917年              | 13試合        | 1920-29年          | 118試合       |
| ガーランド・バッキーヤ       | 1918、25-28年       | 108試合       | 1920-24年          | 40試合        |
| ジョージ・ハラス             | 1919年              | 12試合        | 1920-28年          | 104試合       |
| アル・ピーロッティ           | 1920-21年           | 8試合         | 1920-24、27、29年  | 46試合        |
| ライル・ビグビー             | 1920-21年           | 17試合        | 1922年             | 3試合         |
| トム・ウィーラン             | 1920年              | 1試合         | 1920-21年          | 20試合        |
| マイク・ウィルソン           | 1921年              | 5試合         | 1922-24年          | 17試合        |
| ジョン・ペリン               | 1921年              | 4試合         | 1926年             | 6試合         |
| ジョン・モーハート           | 1922年              | 5試合         | 1922-25年          | 42試合        |
| ワディ・マクフィー           | 1922年              | 2試合         | 1926年             | 10試合        |
| ディック・ライカル           | 1922-23年           | 128試合       | 1923年             | 6試合         |
| アーニー・ビック             | 1922、24-26年       | 57試合        | 1925、27-28年      | 27試合        |
| ヒンキー・ヘインズ           | 1923年              | 28試合        | 1925-29、31年      | 53試合        |
| ウォルター・フレンチ         | 1923、25-29年       | 397試合       | 1922、25年         | 10試合        |
| ホーグ・ワークマン           | 1924年              | 11試合        | 1924、1931-32年    | 19試合        |
| レフティ・ジャマーソン       | 1924年              | 1試合         | 1926年             | 3試合         |
| チャック・コーガン           | 1925、27年          | 33試合        | 1924-27年          | 30試合        |
| チャック・ドレッセン         | 1925-31、33年       | 646試合       | 1920、22-23年      | 12試合        |
| チャーリー・ベリー           | 1925、28-36、38年   | 709試合       | 1925-26年          | 20試合        |
| ポール・フローレンツ         | 1926年              | 76試合        | 1920年             | 9試合         |
| アーニー・ネバーズ           | 1926-28年           | 44試合        | 1926-27、29-31年   | 54試合        |
| ピド・パーディ               | 1926-29年           | 181試合       | 1926-27年          | 17試合        |
| レッド・スミス               | 1927年              | 1試合         | 1927-31年          | 37試合        |
| ルーク・アーバン             | 1927-28年           | 50試合        | 1921-23年          | 32試合        |
| オジー・オーウォル           | 1928-29年           | 94試合        | 1926年             | 3試合         |
| ラリー・ベッテンコート       | 1928、31-32年       | 168試合       | 1933年             | 2試合         |
| ウォーリー・ギルバート       | 1928-32年           | 591試合       | 1923-26年          | 17試合        |
| ブルース・コールドウェル     | 1928、32年          | 25試合        | 1928年             | 10試合        |
| レッド・バドグロ             | 1929-30年           | 143試合       | 1927-36年          | 94試合        |
| エバー・スワンソン           | 1929-30、32-34年    | 518試合       | 1924-27年          | 27試合        |
| ジム・リービー               | 1930-33年           | 440試合       | 1934-36年          | 13試合        |
| ラス・ヤング                 | 1931年              | 16試合        | 1925年             | 4試合         |
| ジョニー・スカルジー         | 1931年              | 2試合         | 1931年             | 7試合         |
| フランク・グルーブ           | 1931-36、41年       | 394試合       | 1928年             | 11試合        |
| ウォルト・マスターズ         | 1931、37、39年      | 8試合         | 1936、43-44年      | 12試合        |
| ハワード・メープル           | 1932年              | 44試合        | 1930年             | 8試合         |
| オックス・エクハート         | 1932、36年          | 24試合        | 1928年             | 11試合        |
| ジョー・ザプスタス           | 1933年              | 2試合         | 1933年             | 2試合         |
| ジョー・バンス               | 1935、37-38年       | 15試合        | 1931年             | 11試合        |
| アブ・ライト                 | 1935、44年          | 138試合       | 1930年             | 4試合         |
| エース・パーカー             | 1937-38年           | 94試合        | 1937-41、45-46年   | 68試合        |
| ジム・キャスティグリア       | 1942年              | 16試合        | 1941、45-48年      | 42試合        |
| バート・カッチンスキー       | 1943年              | 6試合         | 1943、46年         | 5試合         |
| スティーブ・フィリポビッチ   | 1944-45、48年       | 57試合        | 1945-46年          | 21試合        |
| クリフ・エイバーソン         | 1947-49年           | 63試合        | 1946年             | 10試合        |
| ピート・ライデン             | 1948年              | 41試合        | 1948-50年          | 31試合        |
| アンディ・トマシック         | 1949年              | 2試合         | 1942、46年         | 15試合        |
| ビック・ジャノウィッツ       | 1953-54年           | 83試合        | 1954-55年          | 22試合        |
| トム・イェウシック           | 1957年              | 1試合         | 1961-66年          | 77試合        |
| キャロル・ハーディ           | 1958-64、67年       | 433試合       | 1955年             | 10試合        |
| ディーン・ルック             | 1961年              | 3試合         | 1962年             | 1試合         |
| ノーム・バス                 | 1961-63年           | 65試合        | 1964年             | 1試合         |
| トム・ブラウン               | 1963年              | 61試合        | 1964-69年          | 71試合        |
| レックス・ジョンストン       | 1964年              | 14試合        | 1960年             | 12試合        |
| ボー・ジャクソン             | 1986-91、93-94年    | 694試合       | 1987-90年          | 38試合        |
| マット・キンザー             | 1989-90年           | 9試合         | 1987年             | 1試合         |
| ディオン・サンダース         | 1989-95、97、2001年 | 641試合       | 1989-2000、04-05年 | 188試合       |
| D.J.ドジアー                 | 1992年              | 25試合        | 1987-91年          | 43試合        |
| ブライアン・ジョーダン       | 1992-2006年         | 1456試合      | 1989-91年          | 36試合        |
| チャド・ハッチンソン         | 2001年              | 3試合         | 2002-04年          | 15試合        |
| ドリュー・ヘンソン           | 2002-03年           | 8試合         | 2004-05、06-08年   | 9試合         |